# Papa Celestin al IV-lea
Papa Celestin al IV-lea (n.  ?, Milano, Italia – d. 17 noiembrie 1241, Roma, Statele Papale) a fost papă al Romei timp de 17 zile. 
Fiind nepotul lui Urban al III-lea, l-a urmat pe papa Grigore al IX-lea decedat la o vârstă înaintată. Numele său înseamnă "cel ceresc" (lat.).

## Viața
Celestin, născut ca Goffredo di Castiglione, era originar din Milano, unde era în perioada 1223 - 1226 cancelarul arhiepiscopiei. Din 1227 a avut funcția unui paroh cardinal de San Marco (Roma)  iar din 1238 era episcopul-cardinal de Santa Sabina.
În toată istoria Bisericii Catolice, Celestin a fost primul papă ales în cadrul unui conclav al cardinalilor.
Aceștia erau reținuți de senatorul roman Matteo Rosso Orsini într-o ruină de pe Palatin. Din cauza căldurii insuportabile și a condițiilor igienice de nedescris unul din cardinali a și decedat. Totuși le-a trebuit o perioadă îndelungată să se înțeleagă între ei și să cadă de acord în legătură cu cardinalul Castiglione.
Pe prim plan a fost votat de acei cardinali care și-au dorit o împăcare cu împăratul Frederic al II-lea (acesta din urmă fusese ireparabil certat cu Grigore al IX-lea.
Fiind încă slăbit din pricină conclavei, Celestin a murit după 17 zile, încă înainte de a fi încoronat (10 noiembrie 1241). Abia după o sedisvacanță de doi ani Inocențiu al IV-lea a ajuns succesorul lui, terminând definitiv politica de reconciliere între puterea statală și cea papală.